# Monhystera elegans
Monhystera elegans is een rondwormensoort uit de familie van de Monhysteridae.